# 測量員5號
測量員5號是美國探測月球的測量員計畫中，第五艘登陸月球的測量員太空船。
- 於1967年9月8日發射，1967年9月11日登陸月球。
- 著陸時質量：303 公斤（668磅）

測量員5號登陸於寧靜海，總共傳送19,049張影像回地球。
這次任務因為氦氣的洩漏，幾乎導致失敗的結果，一個即席製作的著陸序列史登陸成功，並且在登陸後收到 2 星期的資料。一個使用α粒子向後散射的小型化學分析實驗室被用來確定月球表面的土壤性質，是含有玄武岩的岩石。一個相似的儀器，APXS（α粒子X射線光譜儀），在幾次的火星任務中被廣泛的使用。
測量員5號是測量員系列中成功完成月球軟著陸的第三艘太空船。太空船以鋁管的三角結構為基礎，提供基本工程與科學設備的安裝表面。目標是獲取登陸地區月球表面的電視圖片、進行一個微米級引擎的腐蝕實驗、推定月球土壤中化學元素的相對豐度、觀察接觸時的動態資料、和觀察熱及雷達反射率的資料。這艘太空船的儀器，包括在登陸角架上的為推進系統和為數眾多的工程感測器，都類似以前的測量員。一個α散射儀被安裝作為表面的採樣器，還有一個小磁棒被安放在登陸腳上，以檢測月球的土壤中是否含有磁性物質。這艘太空船在1967年9月11日00:46:44 UT（美國東方標準時間9月10日7:46）登陸在寧靜海，座標位置為緯度1.41° N，經度23.18° E（月面學座標），在一個沒有邊緣的小坑穴內傾斜約20度的斜坡上。在登陸後不久，這艘太空船所有的實驗都傳送回出色的資料，除了在1967年9月24日至10月15日的第一個月球的夜晚之外，資料一直傳送到1967年10月18日，而在1967年11月1日第二個月球的夜晚來臨關機之前，資料都持續在傳送中，在1967年12月17日傳送回最後的資料。而影像資料是在月球日的第一、第二、和第四天傳送的。

## 科學儀器

### 電視
電視攝影機包括一個光導攝像管，焦長25和100厘米的鏡頭、快門、濾鏡和光圈，以和中心軸傾斜約16度的斜井角度安裝在太空船上。相機安裝在一片可以調整高度和方位的反射鏡下方，可以完全依照接獲的來自地球所傳送的命令，做適當的調整。對月球表面上從一個框架到另一個框架的調整範圍，在方位上超過360度，在Z軸上的調整範圍從地平上40度至地平下65度，600條和200條掃描線的模式都可以使用。每張200條線的完整照片，使用1.2千赫茲的頻寬，需要20秒的時間掃描。大部分的影像都以600條掃描線線透過定向天線傳送，每3.6秒可以傳送一幅。從光導攝像管讀取600條的影像理論上只需要1秒鐘，使用的頻寬則是22萬赫茲。傳輸的資料被轉換成標準的閉路電視和公共廣播電視的訊號。電視影像在地球上以塗佈長效性磷的慢速監視器呈現。這種長效性的選擇與影像播放速率能做最佳的匹配。每幅電視影像在接獲識別的訊號時開始顯示，並被與傳入影像相容的速率即時顯示在監視器上，這些資料都被影像磁帶機和70厘米的影帶記錄下來。月球日的第一天，在1967年9月24日結束，共傳送了18,006張高畫質的電視圖片。在月球的夜晚關閉20天之後，攝影機接受指令開機後，在1967年10月15日至23日之間，再傳送了1,048張影像。還有64張影像是在第四個月球日傳送的，但是影像的品質與第一天比較已經差了許多，這是因為夜晚的溫度導致相機的退化。

### α-散射表面分析儀
α-散射表面分析儀是設計用在直接測量月球表面主要元素的豐度。這個儀器有六個α輻射源（鋦 242）與底部100毫米直徑的開口準直著向外照射，這些射源分成平行的兩列，但有獨立的帶電粒子檢測系統。一個系統，包含兩個感測器，檢測來自月球表面的α粒子散射的能譜；另一個系統，包含4個感測器，檢測與月球表面物質作用（α粒子和質子）反應後產生的質子的能譜。每個探測器的收集都被連接到脈衝高度分析儀。一個位於太空船隔離艙內的數位化電子包裹，在實驗進行時，持續不斷的將信號傳送至地球。除了在樣本中的氫、氦和鋰，光譜中包含了主要元素的定量資訊。這個實驗在月球上的第一天提供了83小時的高品質資料。在第二個月球日，累積了22小時的資料。但是，檢測器中的雜訊對第二天已經衰減的資訊造成了問題。

## 外部連結
- 測量員計畫的結果 (PDF) 1969年 （页面存档备份，存于）(英文)